# 1996
1996 (MCMXCVI) byl rok, který dle gregoriánského kalendáře započal pondělím.

## Události

### Česko

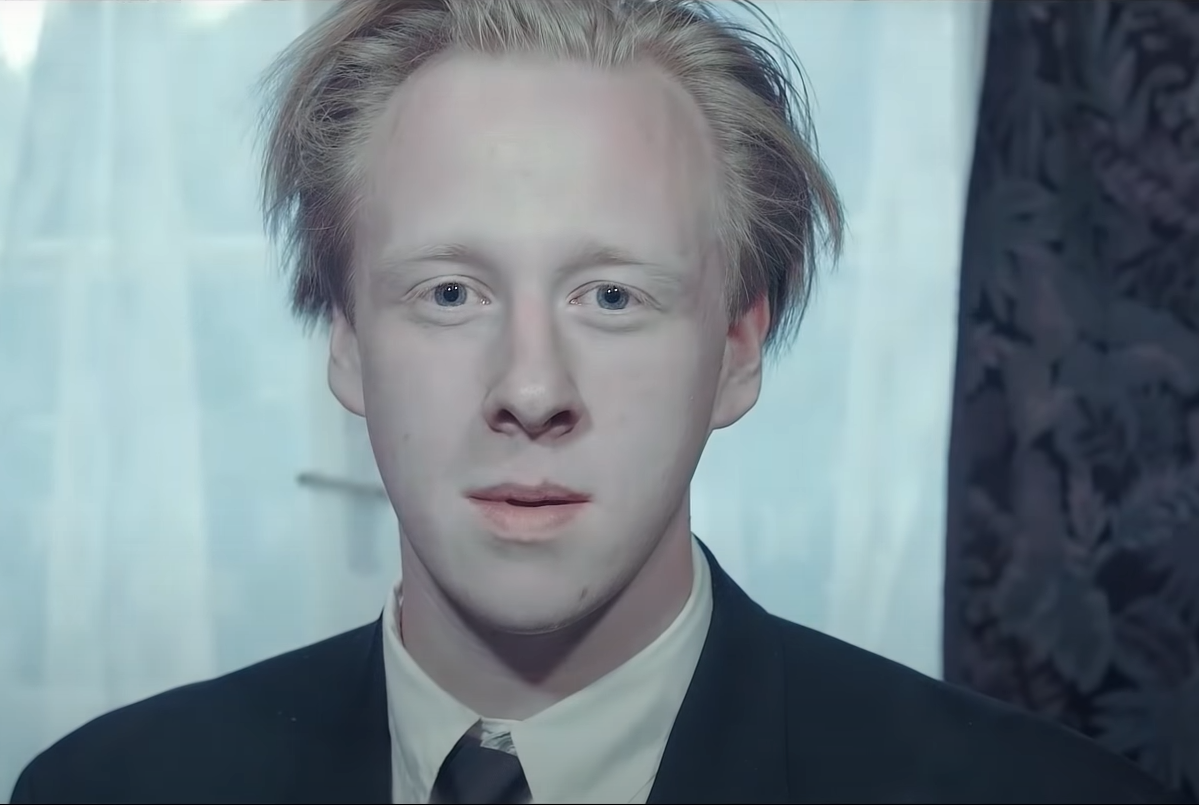
Štěpán Kozub (* 13. března)

- 1. ledna – Vznik 76. okresu Jeseník.
- 27. března – Na třídenní návštěvu přijela britská královna Alžběta II.
- 5. května – Po vítězství nad týmem Kanady ve finále, získalo české hokejové mužstvo ve Vídni titul mistrů světa.
- 30. května – Zřízena diecéze ostravsko-opavská.
- 31. května – 1. června proběhly volby Poslanecké sněmovny. Z nich sice vyšla vítězně ODS, avšak pravicová koalice ztratila ve sněmovně většinu, neboť disponovala pouze 99 hlasy proti 101 hlasu opozice. Došlo k ustanovení menšinové vlády v čele s Václavem Klausem.
- Fotbalový klub SK Slavia Praha vyhrál titul v 1. Gambrinus lize.
- 30. června – Fotbalisté České republiky získávají stříbrné medaile na fotbalovém Mistrovství Evropy 1996 v Anglii, po finálové prohře s Německem, po prodloužení (1:2).
- 5.–7. července – V Chotěboři proběhl první ročník Avalconu, předchůdce Festivalu fantazie.
- Otevřena vodní nádrž Slezská Harta.
- 1. září automobilka Škoda představila první novodobou generaci ikonického vozu Octavia.
- 15. a 16. listopadu proběhly v ČR první volby do Senátu. Jelikož to byly první volby, volilo se v celé republice všech 81 senátorů.
- 7. a 8. prosince – 7. kongres Občanské demokratické strany v Brně
- Byl spuštěn internetový portál Seznam.cz.
- Vznik Vojenského technického muzea Lešany.

### Svět
- 1. ledna – Cuthbert Montraville Sebastian se stal generálním guvernérem ve státě Svatý Kryštof a Nevis.
- 20. ledna – Na území Palestinské autonomie proběhly volby, byla zvolena Palestinská rada a Jásir Arafat se stal prezidentem.
- 7. února – Králem Lesotha se stal Letsie III.
- 13. března – Masakr v Dunblane: Skotský vedoucí Thomas Watt Hamilton ze msty zastřelil ve školní tělocvičně 16 prvňáčků a jejich učitelku.
- 29. března – Prezidentem Sierry Leone stal Ahmad Tejan Kabbah.
- 28.–29. dubna – Australan Martin Bryant zastřelil v tasmánském Port Arthuru celkem 35 osob a dalších 23 zranil.
- 10.–11. května – Tragédie na Mount Everestu si vyžádala život 8 horolezců.
- 11. května – Let ValuJet 592 se deset minut po startu zřítil do Everglades v důsledku požáru zapříčiněného špatně uloženým nebezpečným nákladem. Všech 110 osob na palubě zahynulo.
- 1. června – Sir Clifford Straughn Husbands se stal generálním guvernérem Barbadosu.
- 19. července – 4. srpna – Letní olympijské hry v Atlantě (USA).
- 27. července – Při bombovém útoku na olympijský park v Atlantě zahynuli dva lidé a 112 jich bylo zraněno.
- 8. srpna – Únosce a násilník John Brennan Crutchley byl propuštěn z vězení na čestné slovo. Následující den byl znovu zatčen poté, co byl pozitivně testován na marihuanu.
- 9. srpna – Generálním guvernérem Grenady se stal Daniel Williams.
- 7. září – V Las Vegas byl postřelen americký raper Tupac Shakur. Byl zasažen čtyřmi ranami a na následky svého zranění dne 13. září zemřel.
- 1. října – Byla spuštěna satelitní televizní stanice Animal Planet pod vedením společností BBC a Discovery Communications.
- 18. října – Yahya A. J. J. Jammeh se stal prezidentem Gambie.
- 1. listopadu – V Kataru byla založena televizní stanice Al-Džazíra
- 5. listopadu – V prezidentských volbách v USA zvítězil Bill Clinton nad republikánským kandidátem Bobem Dolem.
- 21. listopadu – Při explozi plynu ve městě San Juan na Portoriku zemřelo 33 osob a 69 jich bylo zraněno.
- Gamal Ahmed Al-Ganzúrí se stal předsedou vlády v Egyptě.
- Ukrajina zavedla novou měnu – hřivnu (hryvna).
- Tálibán převzal moc v Afghánistánu.
- Jižní Korea se stala členem Organizace pro hospodářskou spolupráci a rozvoj.
- Povodně na řece Jang-c’-ťiang.
- Česko, Itálie a Rumunsko vstoupili do Eurocontrolu.
- Jihoafrické rozvojové společenství se rozhodlo vytvořit zónu volného obchodu.
- Konec první rusko-čečenské války (začala 1994)
- Vstoupila v platnost celní unie EU s Tureckem.

## Umění
- 21. května – AC/DC navštívili Česko, koncertovali v pražské Sportovní hale.
- 7. září – Koncert Michaela Jacksona v Praze (zahájení světového turné HIStory)
- 23. dubna – Ondřej Neff začal pravidelně vydávat internetový deník Neviditelný pes.
- Založena skupina Linkin Park
- Rozpad české hudební skupiny Support Lesbiens.
- Založena finská symphonic metalová kapela Nightwish.
- Vytvořen tučňák Tux.
- Reunion původní sestavy Kiss.
- Tina Turner vystoupila na stadionu Bohemians

## Vědy
- 17. února – start sondy NEAR, která později zaznamenala – první průlet kolem blízkozemní planetky, první družice planetky a první přistání na planetce
- říjen – Oznámen objev prvního „opeřeného“ dinosaura (viz Opeření dinosauři) rodu Sinosauropteryx v čínském Liao-ningu.
- 7. listopadu – Mars Global Surveyor se stala družicí Marsu.
- 16. listopadu – Mars 96 – pokus o družici Marsu a penetrátory.
- 4. prosince – Mars Pathfinder – přistání na Marsu a první vozítko na Marsu
- Vydána verze 3.2 jazyka HTML.
- Poprvé představen software ICQ.
- Canal du Midi zapsán do UNESCO.
- Založen CESNET (Czech Educational and Scientific Network), který měl za úkol vybudovat páteřní akademickou síť pro akademická centra
- Objevena laoská skalní krysa (Laonastes aenigmamus).

## Nobelova cena
- Nobelova cena za fyziku – David Morris Lee, Douglas Dean Osheroff, Robert Coleman Richardson
- Nobelova cena za chemii – Robert Curl, Sir Harold Kroto, Richard Smalley
- Nobelova cena za fyziologii a lékařství – Peter C. Doherty, Rolf Martin Zinkernagel
- Nobelova cena za literaturu – Wisława Szymborská
- Nobelova cena za mír – Carlos Filipe Ximenes Belo, José Ramos-Horta
- Nobelova pamětní cena za ekonomii – James Mirrlees, William Vickrey

## Narození

### Česko

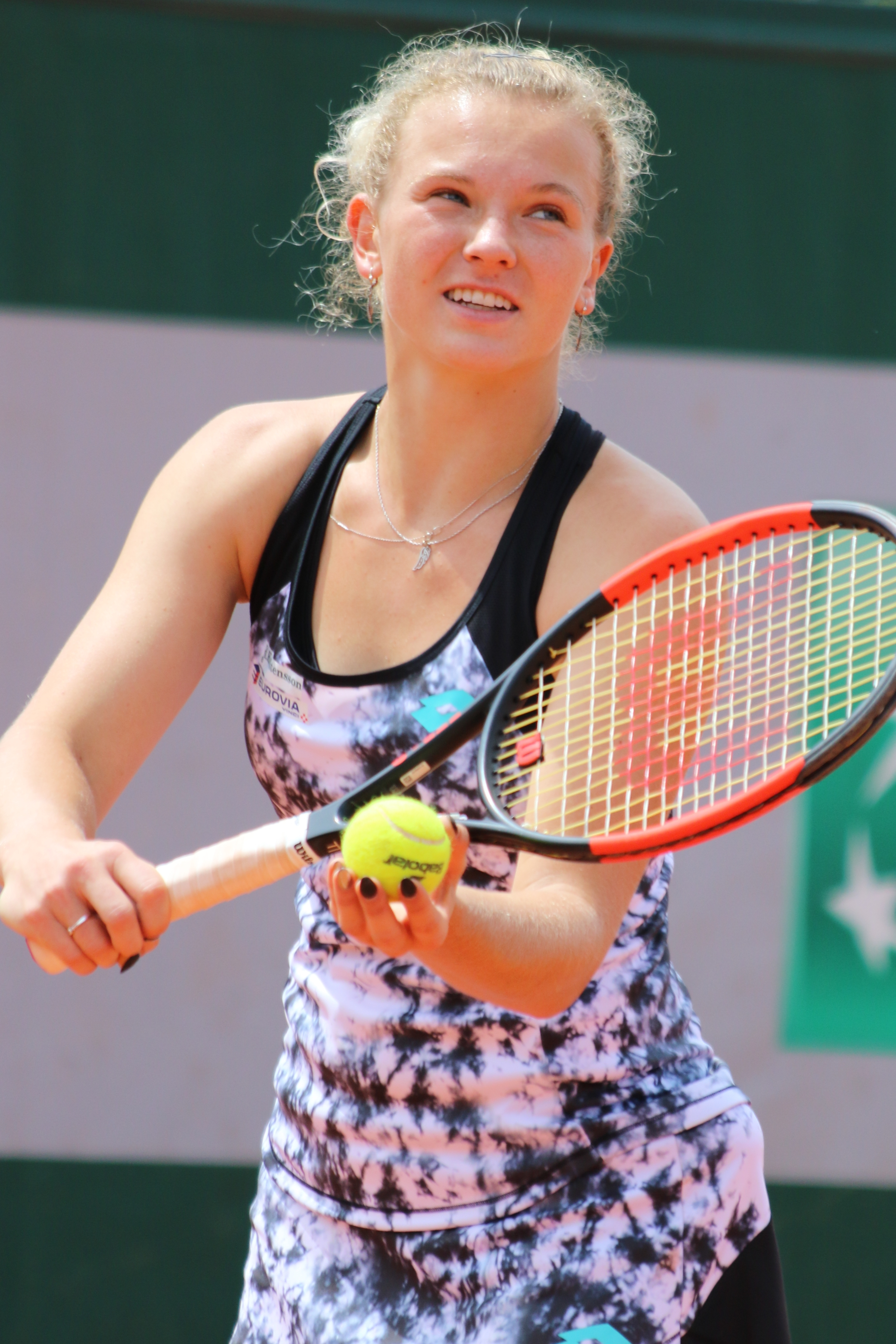
Kateřina Siniaková (* 10. května)

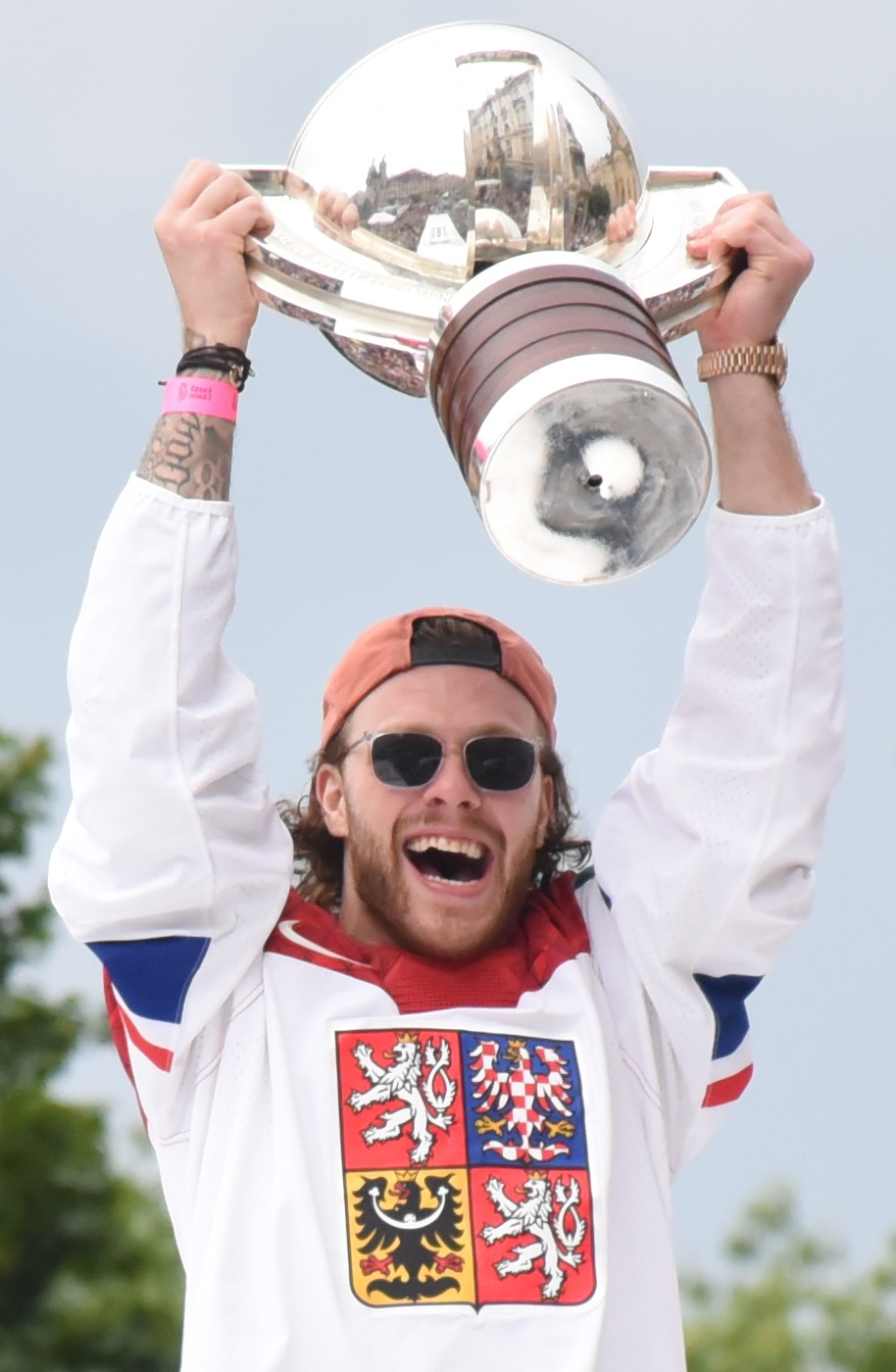
David Pastrňák (* 25. května)

- 08. ledna – Filip Sasínek, atlet, běžec na středních tratích
- 24. ledna – Patrick Schick, fotbalista
- 31. ledna – Agáta Kestřánková, spisovatelka
- 08. února – Markéta Jeřábková, házenkářka
- 10. února – Daniel Voženílek, lední hokejista
- 11. února – Jan Kříž, sportovní lezec
- 19. února – Eliška Březinová, krasobruslařka
- 28. února – Jakub Vrána, lední hokejista
- 02. března – Vojtěch Babišta, herec
- 13. března – Štěpán Kozub, herec a komik
- 19. března – Štěpán Krtička, herec
- 20. března – Kateřina Svitková, fotbaliskta
- 01. dubna – Nikola Zdráhalová, rychlobruslařka
- 07. dubna – Filip Zorvan, fotbalista
- 11. dubna – Tereza Mašková, zpěvačka
- 29. dubna – Radim Zohorna, lední hokejista
- 10. května – Kateřina Siniaková, tenistka
- 20. května – Jan Ščotka, lední hokejista
- 23. května – Lukáš Sadílek, fotbalista
- 25. května
  - David Pastrňák, lední hokejista
  - Karel Vejmelka, hokejový brankář
- 06. června – Jan Doležal, atlet, vícebojař
- 01. července – Štěpánka Fingerhutová, herečka
- 21. srpna – Karolína Muchová, tenistka
- 01. září – Jiří Černoch, lední hokejista
- 06. září – Andrea Kalousová, modelka
- 08. září – David Sklenička, lední hokejista
- 11. září – Karel Kovář (Kovy), youtuber
- 17. září – Sharlota, rapperka
- 07. října – Andrea Pavlincová, sportovní lezkyně
- 09. října – Zdeněk Kolář, tenista
- 14. října – Matěj Peňáz, kickboxer a zápasník MMA
- 18. října – Agraelus, streamer a youtuber
- 23. listopadu – Anna Fernstädtová, skeletonistka
- 26. listopadu – Anna Kellnerová, parkurová jezdkyně

### Svět

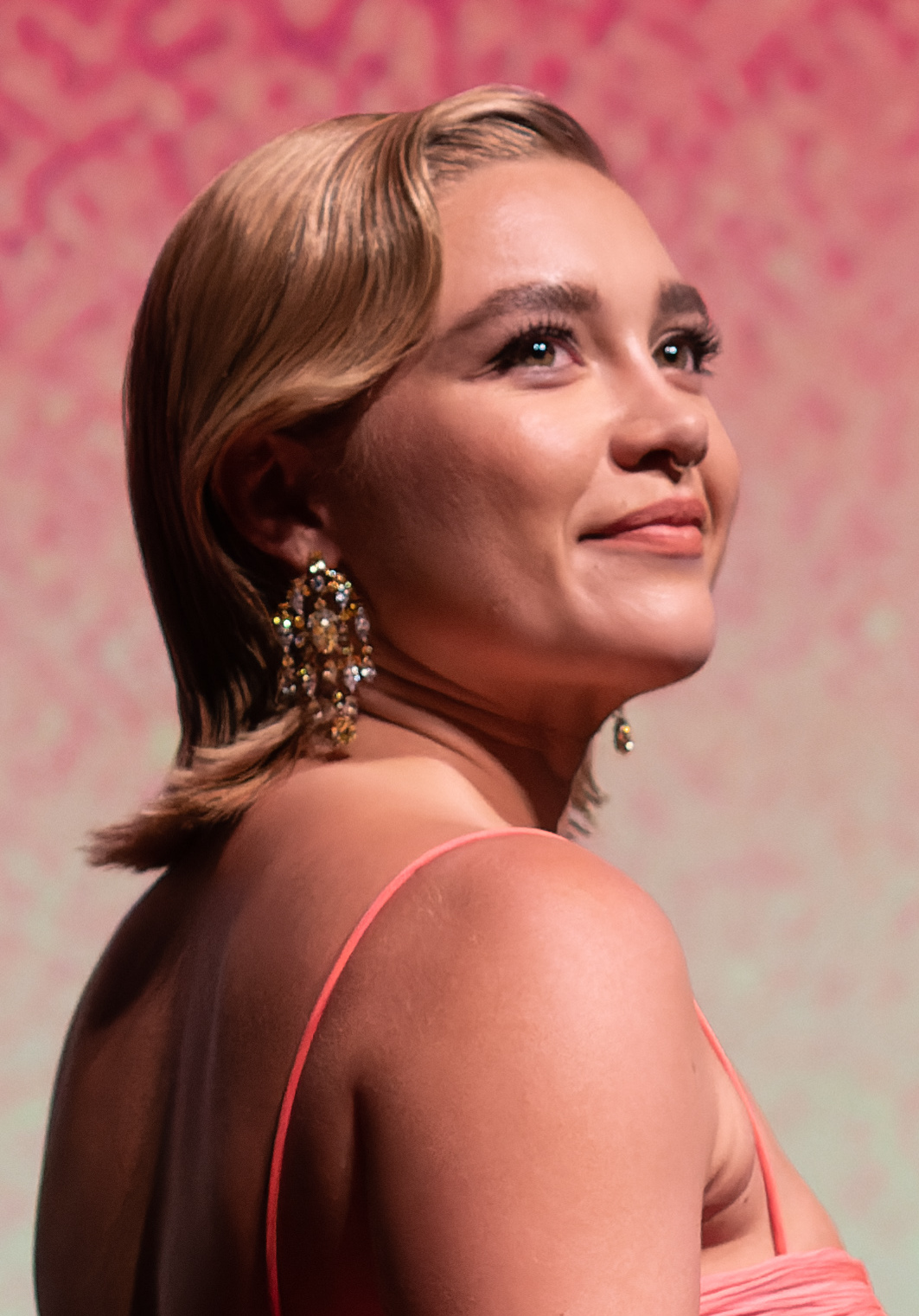
Florence Pughová (* 3. ledna)

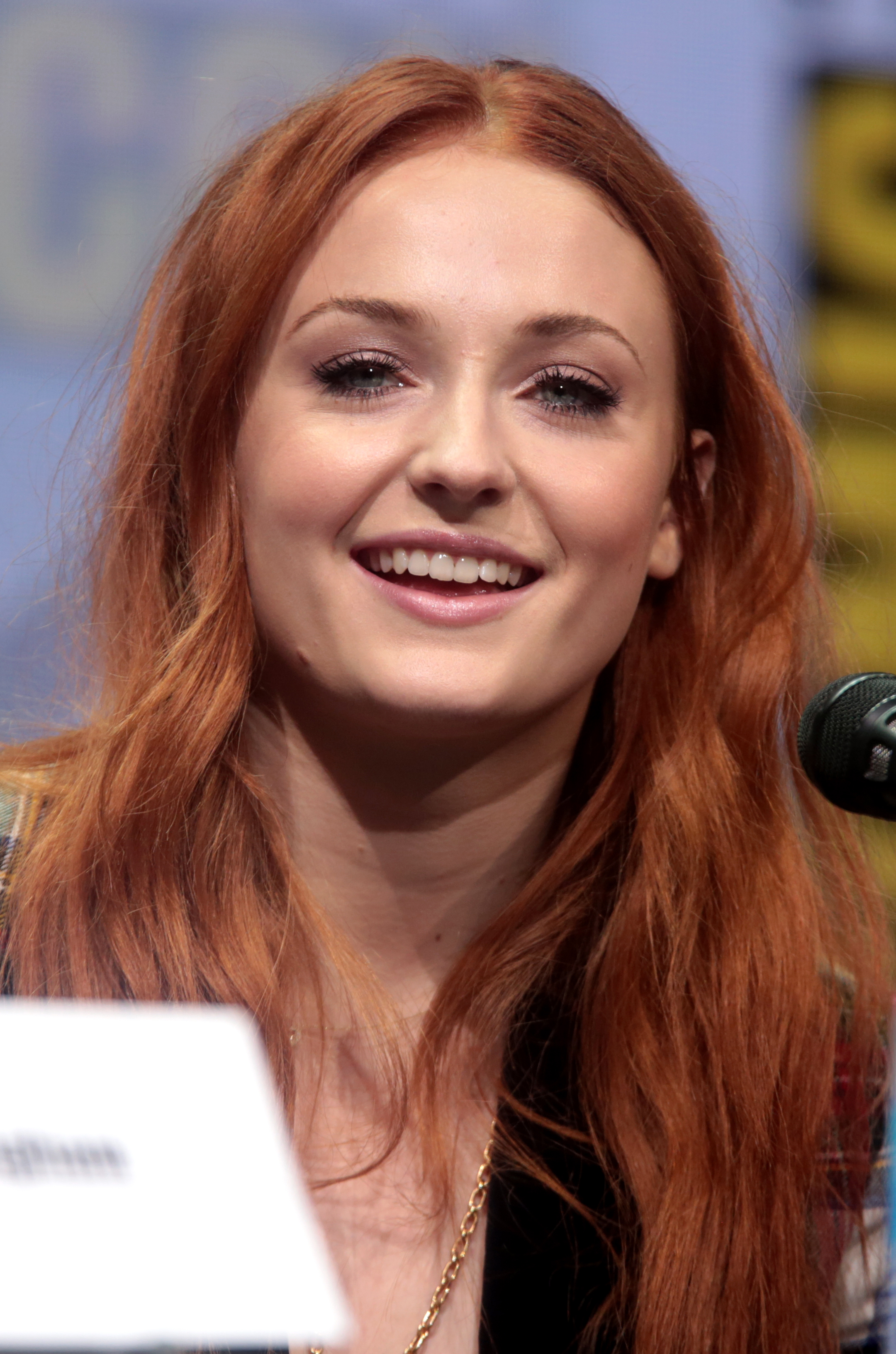
Sophie Turnerová (* 21. února)

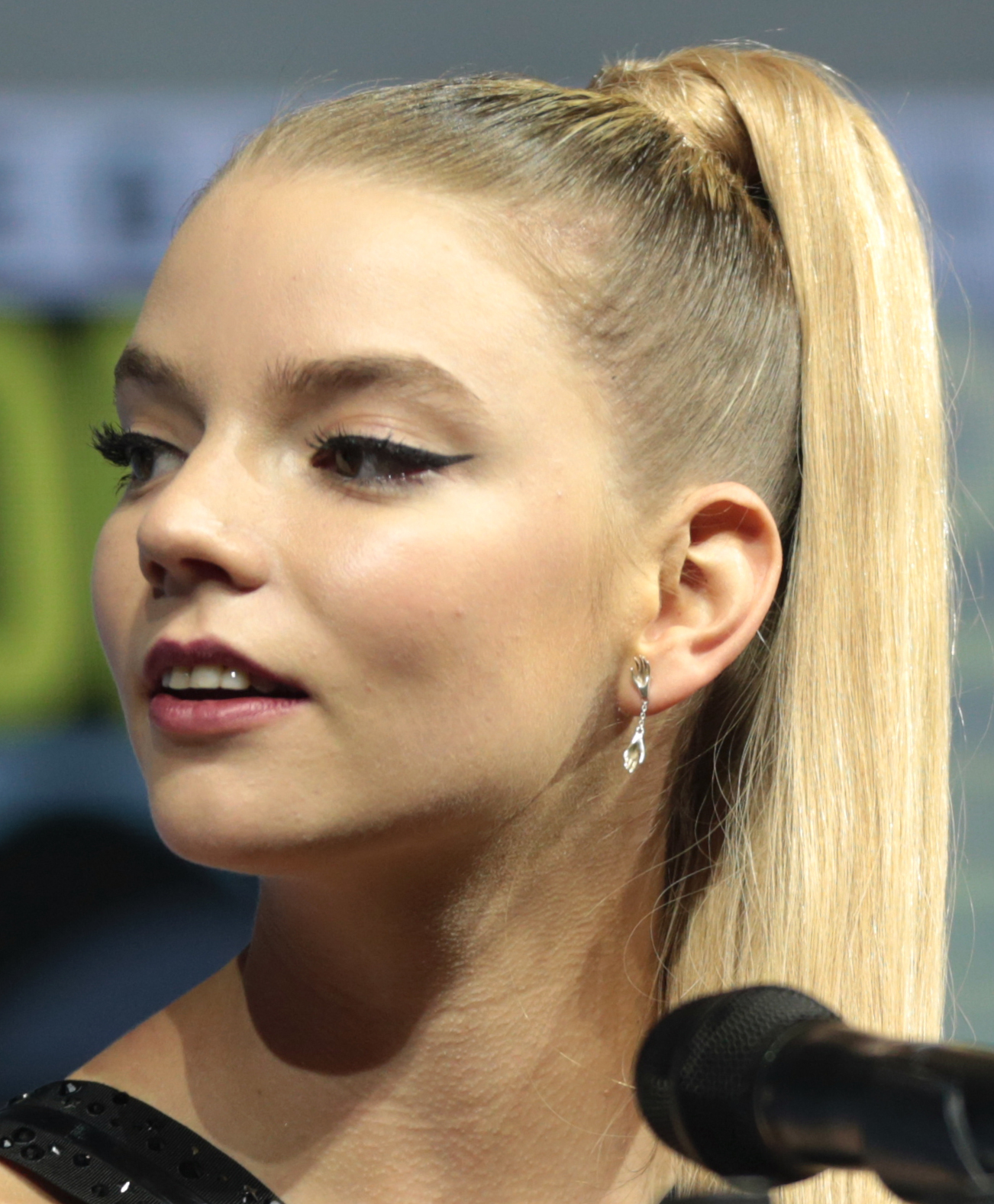
Anya Taylor-Joy (* 16. dubna)

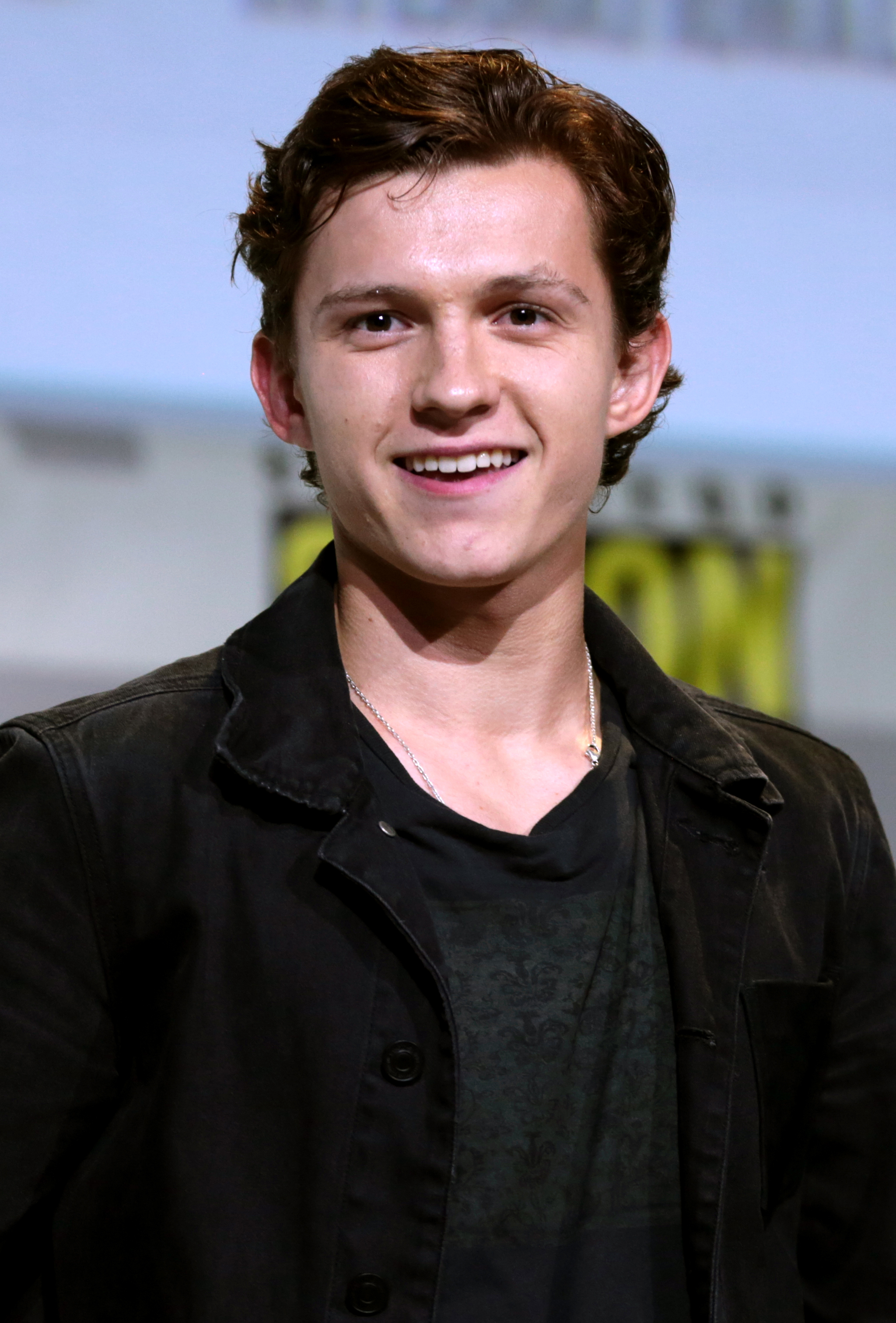
Tom Holland (* 1. června)

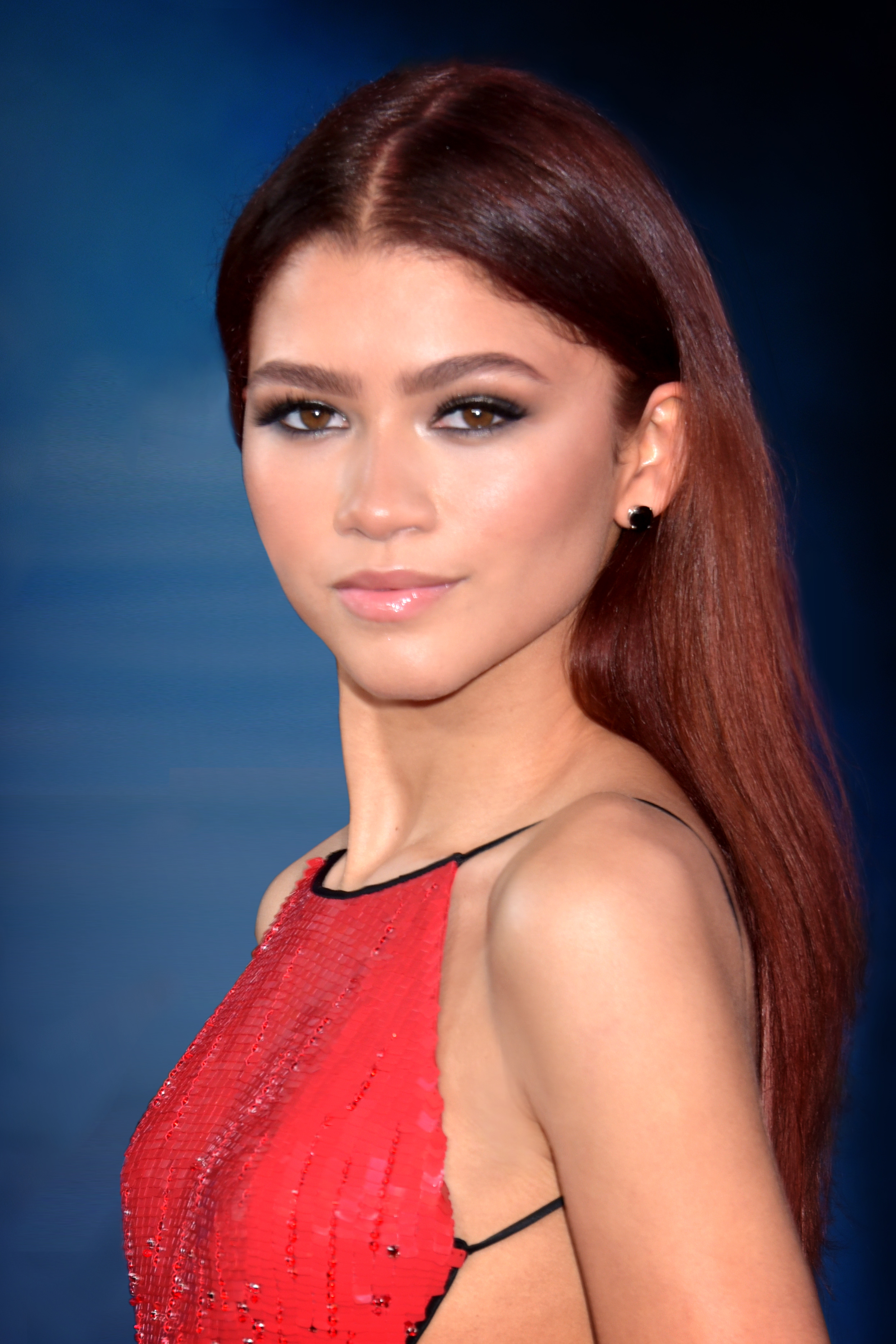
Zendaya (* 1. září)

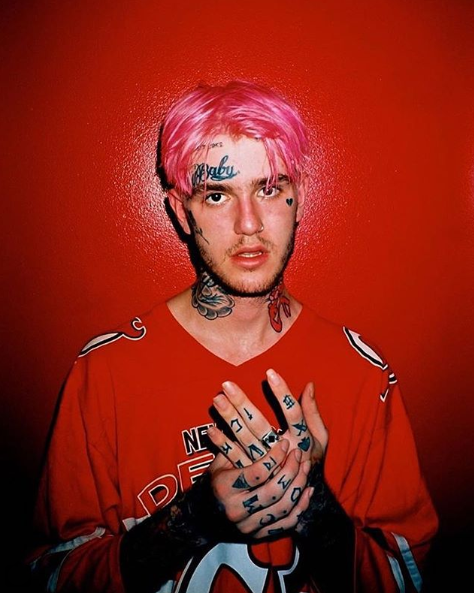
Lil Peep (* 1. listopadu)

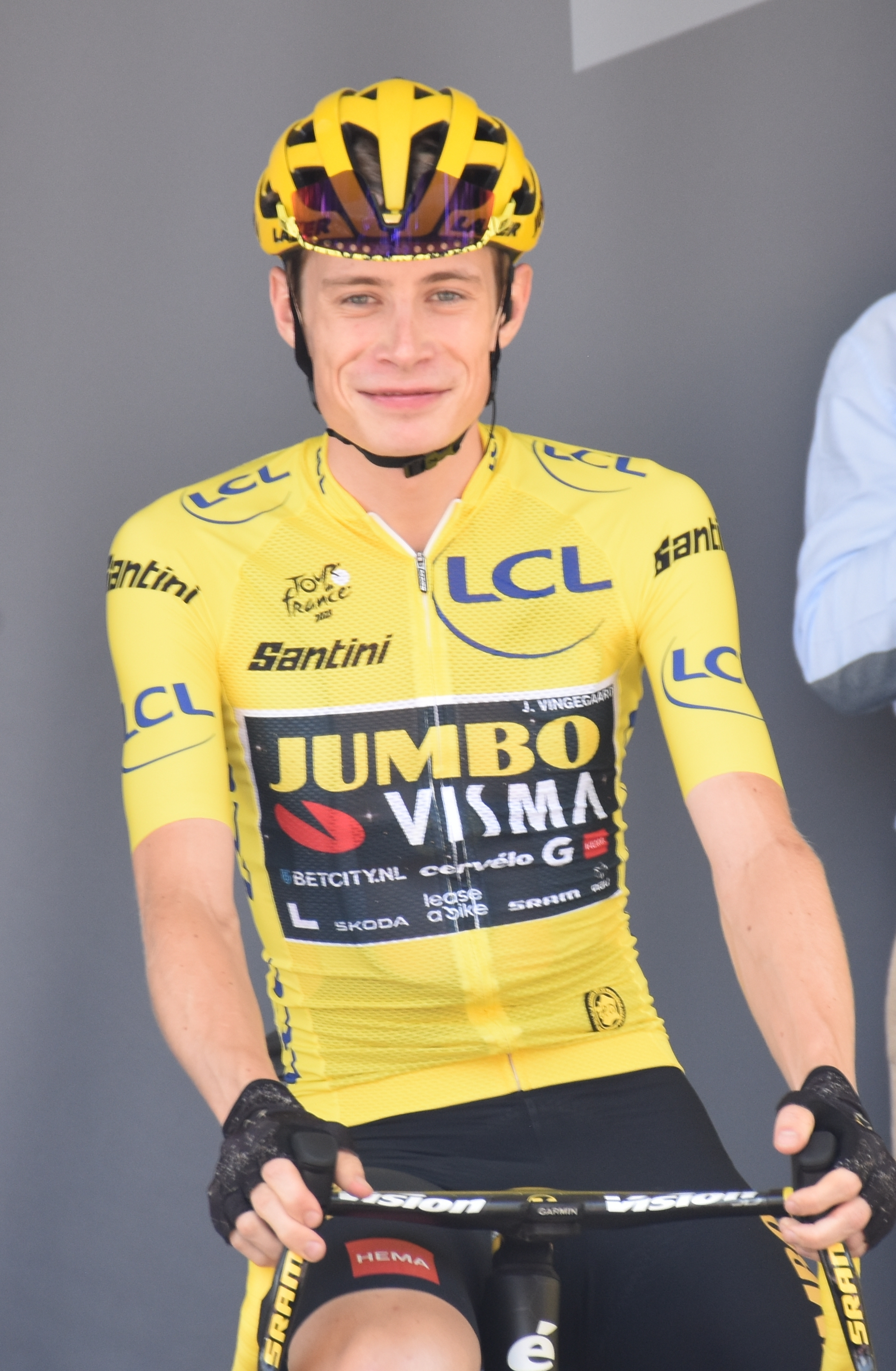
Jonas Vingegaard (* 10. prosince)

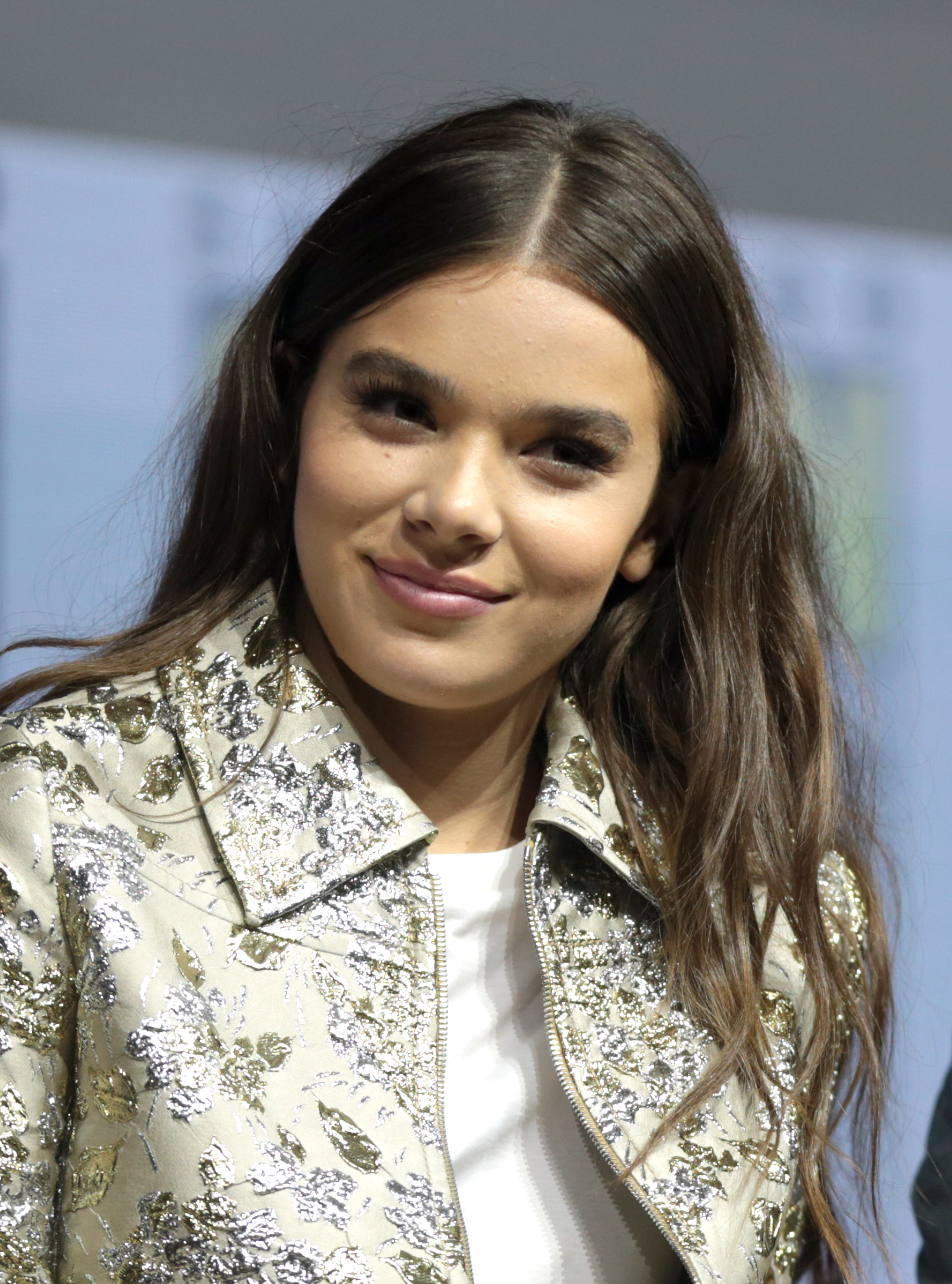
Hailee Steinfeld (* 11. prosince)

- 02. ledna – Ruslan Fajzullin, ruský sportovní lezec
- 03. ledna – Florence Pughová, britská herečka
- 04. ledna
  - Will Barta, americký silniční cyklista
  - Emma Mackey, francouzsko-britská herečka
  - Jasmine Paoliniová, italská tenistka
- 05. ledna – Rodrigo Ābols, lotyšský lední hokejista
- 12. ledna – Ella Henderson, britská zpěvačka a textařka
- 14. ledna – Martin Bergant, slovinský sportovní lezec
- 16. ledna – Andrew Porter, irský ragbista
- 17. ledna – Alma, finská zpěvačka a skladatelka
- 19. ledna – Apostolos Katsetis, řecko-australský fotbalista
- 21. ledna – Marco Asensio, španělský fotbalista
- 28. ledna – Nataša Ljepojaová, slovinská házenkářka
- 01. února – Ahmad Abughauš, jordánský taekwondista
- 07. února
  - Čon Džong-won, jihokorejský sportovní lezec
  - Pierre Gasly, francouzský pilot F1
- 11. února
  - Daniil Medveděv, ruský tenista
  - Lucas Torreira, uruguayský fotbalista
- 14. února – Lucas Hernández, francouzský fotbalista
- 17. února – Sasha Pieterse, americká herečka, zpěvačka a skladatelka
- 21. února – Sophie Turnerová, britská herečka
- 28. února – Karsten Warholm, norský atlet, běžec
- 06. března – Christian Coleman, americký atlet, sprinter
- 23. března – Alexander Albon, thajsko-britský pilot F1
- 04. dubna – Abigail Breslinová, americká herečka
- 06. dubna – Tomáš Vestenický, slovenský fotbalista
- 11. dubna – Dele Alli, anglický fotbalista
- 12. dubna
  - Matteo Berrettini, italský silniční cyklista
  - Jan Bednarek, polský fotbalista
- 13. dubna – Lukáš Čmelík, slovenský fotbalista
- 15. dubna – Bernhard Röck, rakouský sportovní lezec
- 16. dubna
  - Anya Taylor-Joy, americká herečka a modelka
  - Taylor Townsendová, americká tenistka
- 24. dubna – Ashleigh Bartyová, australská tenistka a kriketistka
- 25. dubna
  - Allisyn Ashley Arm, americká herečka
  - Nils van der Poel, švédský rychlobruslař
- 29. dubna – Katherine Langford, australská herečka
- 02. května – Julian Brandt, německý fotbalista
- 05. května
  - Jai Hindley, australský silniční cyklista
  - Majar Šarífová, egyptská tenistka
- 09. května – Noah Centineo, americký herec
- 14. května
  - Martin Garrix, nizozemský house DJ
  - Martín Sigren, chilský ragbista
- 15. května – Birdy, britská zpěvačka
- 16. května – Louisa Chiricová, americká tenistka
- 21. května – Karen Chačanov, ruský tenista
- 26. května – Ahmed Abelrahman, egyptský judista
- 31. května – Joachim Andersen, dánský fotbalista
- 01. června – Tom Holland, britský herec a tanečník
- 04. června – Maria Bakalovová, bulharská herečka
- 10. června – Alexandra Elmer, rakouská sportovní lezkyně
- 13. června – Kingsley Coman, francouzský fotbalista
- 15. června – Aurora, norská zpěvačka a textařka
- 17. června – Kurt-Lee Arendse, jihoafrický ragbista
- 18. června – Hugo Keenan, irský ragbista
- 19. června – Alessandro Santoni, italský sportovní lezec
- 22. června
  - Tomoa Narasaki, japonský sportovní lezec
  - Rodri, španělský fotbalista
- 24. června – Edoardo Affini, italský silniční cyklista
- 27. června – Lauren Jauregui, americká zpěvačka a skladatelka
- 01. července – Adelina Sotnikovová, ruská krasobruslařka
- 04. července – Justine Braisazová-Bouchetová, francouzská biatlonistka
- 10. července – Dominik Kružliak, slovenský fotbalista
- 11. července – Alessia Cara, kanadská zpěvačka a skladatelka
- 15. července – Anak Verhoeven, belgická sportovní lezkyně
- 18. července – Yung Lean, švédský rapper
- 25. července – Filippo Ganna, italský silniční cyklista
- 01. srpna – Katie Boulterová, britská tenistka
- 07. srpna – Dani Ceballos, španělský fotbalista
- 12. srpna – Arthur Melo, brazilský fotbalista
- 14. srpna – Brianna Hildebrandová, americká herečka
- 16. srpna
  - Alibek Alijev, švédský fotbalista
  - Caeleb Dressel, americký plavec
- 19. srpna – Vitalij Skakun, ukrajinský mariňák a válečný hrdina († 24. února 2022)
- 31. srpna – Fabio Jakobsen, nizozemský silniční cyklista
- 01. září
  - Zendaya, americká zpěvačka
  - Eddie Dunbar, irský silniční cyklista
- 02. září – Santiago Arata, uruguayský ragbista
- 13. září
  - Lili Reinhart, americká herečka
  - Playboi Carti, americký rapper
- 17. září – Esteban Ocon, francouzský pilot F1
- 25. září – Damian Penaud, francouzský ragbista
- 01. října – Vitalina Bacaraškinová, ruská sportovní střelkyně
- 07. října – Lewis Capaldi, skotský zpěvák a textař
- 08. října – Ola Aina, anglický fotbalista
- 09. října
  - Bella Hadid, americká modelka
  - Julia Simonová, francouzská biatlonistka
- 10. října – David Gaudu, francouzský silniční cyklista
- 13. října – Joshua Wong, hongkongský aktivista
- 16. října – Alena Kočebajevová, ruská horolezkyně
- 19. října – Rebecca Šramková, slovenská tenistka
- 22. října – Johannes Høsflot Klæbo, norský běžec na lyžích
- 24. října – Océane Dodinová, francouzská tenistka
- 28. října – Jack Eichel, americký lední hokejista
- 01. listopadu – Lil Peep, americký rapper († 15. listopadu 2017)
- 02. listopadu
  - Ján Volko, slovenský atlet, sprinter
  - Jana Fettová, chorvatská tenistka
- 7. listopadu – Lorde, novozélandská zpěvačka a textařka
- 12. listopadu – Vincenzo Albanese, italský silniční cyklista
- 14. listopadu – Borna Ćorić, chorvatský tenista
- 15. listopadu – Antoine Dupont, francouzský ragbista
- 19. listopadu – Zoe Aldcroftová, anglická ragbistka
- 21. listopadu – Gina Lückenkemperová, německá atletka, sprinterka
- 22. listopadu
  - Jessica Pilzová, rakouská sportovní lezkyně
  - Hailey Bieberová, americká modelka
- 23. listopadu – James Maddison, anglický fotbalista
- 06. prosince – Davide Calabria, italský fotbalista
- 10. prosince – Jonas Vingegaard, dánský silniční cyklista
- 12. prosince – Lucas Hedges, americký herec
- 11. prosince – Hailee Steinfeld, americká herečka
- 29. prosince – Dylan Minnette, americký herec
- 31. prosince
  - Alexandr Bolšunov, ruský běžec na lyžích
  - Felix Leitner, rakouský biatlonista

## Úmrtí

### Česko

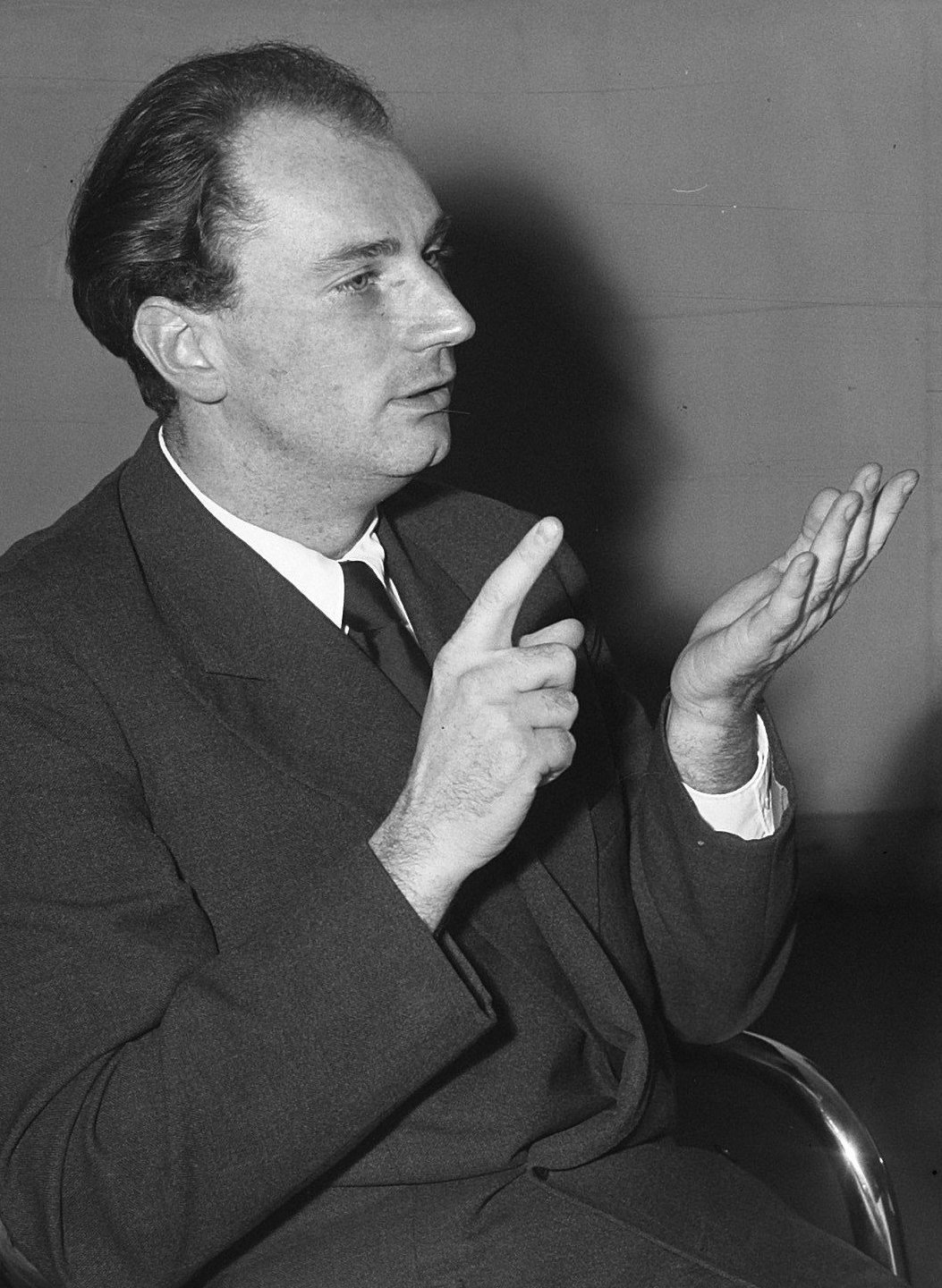
Rafael Kubelík († 11. srpna)

- 1. ledna – Libuše Jansová, archeoložka (* 5. října 1904)
- 3. ledna – Augustin Machalka, opat kláštera v Nové Říši (* 14. září 1906)
- 5. ledna – Václav David, ministr zahraničních věcí Československa (* 23. září 1910)
- 6. ledna – Mike Buckna, lední hokejista a trenér (* 5. září 1913)
- 7. ledna – Ronald Kraus, textař (* 26. října 1927)
- 12. ledna – Eduard Haken, operní zpěvák (* 22. března 1910)
- 13. ledna – Ester Krumbachová, režisérka, dramatička, spisovatelka, scenáristka, výtvarnice, scénografka a kostýmní návrhářka (* 12. listopadu 1923)
- 15. ledna – Jiří Němeček, herec (* 6. května 1923)
- 17. ledna – Ladislav Čapek, režisér animovaných filmů (* 2. července 1919)
- 27. ledna – Olga Havlová, první manželka Václava Havla (* 11. července 1933)
- 31. ledna – Eduard Fusek, politik (* 20. prosince 1901)
- 11. února – Ladislav Jehlička, katolický publicista, redaktor a politický vězeň (* 29. května 1916)
- 16. února – Miloš Kopecký, herec (* 22. srpna 1922)
- 27. února – Josef Dubský, hispanista (* 7. února 1917)
- 1. března – Matej Lúčan, dlouholetý místopředseda vlád ČSSR (* 11. ledna 1928)
- 6. března – Zdeněk Škrland, kanoista, zlato na OH 1936 (* 6. února 1914)
- 22. března – Václav Nelhýbel, česko-americký hudební skladatel (* 24. září 1919)
- 21. března – Jaroslav Kudrna, historik, filozof a jazykovědec (* 31. října 1926)
- 29. března – František Daniel, česko-americký filmař (* 14. dubna 1926)
- 31. března – Josef Vachek, lingvista (* 1. března 1909)
- 4. dubna – Jaroslav Štercl, herec, komik, lidový bavič (* 18. listopadu 1919)
- 22. dubna – Jan Dostál, akademický malíř, ilustrátor a grafik (* 7. května 1921)
- 24. dubna – Jarmila Hassan Abdel Wahab, operní zpěvačka (* 17. dubna 1917)
- 28. dubna – Bedřich Šindelář, historik a spisovatel (* 7. července 1917)
- 7. května – Otto Urban, historik (* 9. prosince 1938)
- 9. května – Václav Kokštejn, fotbalový reprezentant (* 22. září 1923)
- 10. května – Miroslav Florian, básník (* 10. května 1931)
- 14. května – Jan Hertl, fotbalový reprezentant (* 23. ledna 1929)
- 21. května – Ljuba Hermanová, herečka (* 23. dubna 1913)
- 25. května – Jaroslav Simonides, překladatel (* 17. května 1915)
- 29. května – Antonín Mrkos, astronom (* 27. ledna 1918)
- 2. června – Jiří Spěváček, historik (* 14. března 1923)
- 6. června – Vladimír Karfík, architekt (* 26. října 1901)
- 15. června – Jiří Šašek, herec (* 11. května 1930)
- 23. června
  - Quido Machulka, básník a spisovatel (* 9. prosince 1950)
  - Eduard Cupák, filmový a divadelní herec (* 10. března 1932)
- 29. června – Viktor Knapp, právník (* 18. prosince 1913)
- 1. července
  - Dagmar Hilarová, spisovatelka (* 26. březen 1928)
  - Ota Janeček, malíř, grafik, ilustrátor a sochař (* 15. srpna 1919)
- 2. července – Miloš Kirschner, loutkář (* 16. března 1927)
- 11. července – Oldřich Laštůvka, malíř (* 16. prosince 1913)
- 12. července – Zdeněk Palcr, sochař, restaurátor, výtvarný teoretik a typograf (* 3. září 1927)
- 14. července – Jan Bedřich, hudební skladatel, varhaník a dirigent(* 16. prosince 1932)
- 20. července – František Plánička, fotbalista (* 2. června 1904)
- 1. srpna – Alois Veselý, sbormistr, dirigent, klarinetista, hudební skladatel a pedagog (* 31. října 1928)
- 4. srpna – Jana Robbová, zpěvačka (* 4. dubna 1951)
- 11. srpna – Rafael Kubelík, dirigent (* 29. června 1914)
- 12. srpna – Bohumil Zemánek, sochař a restaurátor (* 10. října 1942)
- 14. srpna – Miki Volek, rockový zpěvák, kytarista, pianista a skladatel (* 21. května 1943)
- 5. září – Božena Kamenická, lidová léčitelka a bylinkářka (* 7. srpna 1898)
- 23. září – František Rauch, klavírista a pedagog (* 4. října 1910)
- 26. září – Jozef Marko, fotbalový reprezentant (* 25. května 1923)
- 29. září – Bohuslav Karlík, kanoistika, olympijský vítěz (* 25. listopadu 1908)
- 30. září – Herberta Masaryková, vnučka T. G. Masaryka (* 6. července 1915)
- 6. října – Zbyněk Přecechtěl, hudební skladatel (* 3. listopadu 1916)
- 9. října – Věra Hrochová, historička a byzantoložka (* 25. června 1933)
- 10. října – Karel Haindl, hydrolog (* 15. října 1924)
- 15. října – Leo Eitinger, česko-norský psychiatr (* 12. prosince 1912)
- 17. října – Jaroslav Balík, scenárista, režisér a filmový pedagog (* 23. června 1924)
- 18. října – Metoděj Zemek, kněz, historik a archivář (* 15. ledna 1915)
- 19. října – Jan Pilař, spisovatel, básník a literární kritik (* 9. září 1917)
- 22. října – Michal Hejný, herec (* 25. května 1955)
- 23. října
  - Kurt Freund, československý a kanadský psychiatr (* 17. ledna 1914)
  - Stanislav Tříska, československý herec (* 29. ledna 1933)
- 28. října – Marie Skálová, spisovatelka (* 5. prosince 1924)
- 2. listopadu – Milan Codr, publicista a spisovatel literatury faktu (* 26. srpna 1925)
- 6. listopadu – Eva Vrchlická mladší, tanečnice a choreografka (* 9. června 1911)
- 9. listopadu – Oldřich Meduna, automobilový konstruktér (* 4. září 1902)
- 25. listopadu – Josef Kempný, dlouholetý komunistický politik (* 19. července 1920)
- 13. prosince – František Venclovský, přeplaval jako první Čech kanál La Manche (* 25. dubna 1932)
- 22. prosince – Hynek Bulín mladší, právník, historik, filozof a slavista (* 23. listopadu 1908)
- 23. prosince – Ivan Párkányi, poslední guvernér Podkarpatské Rusi, ministr čs. vlády (* 1. ledna 1896)

### Svět

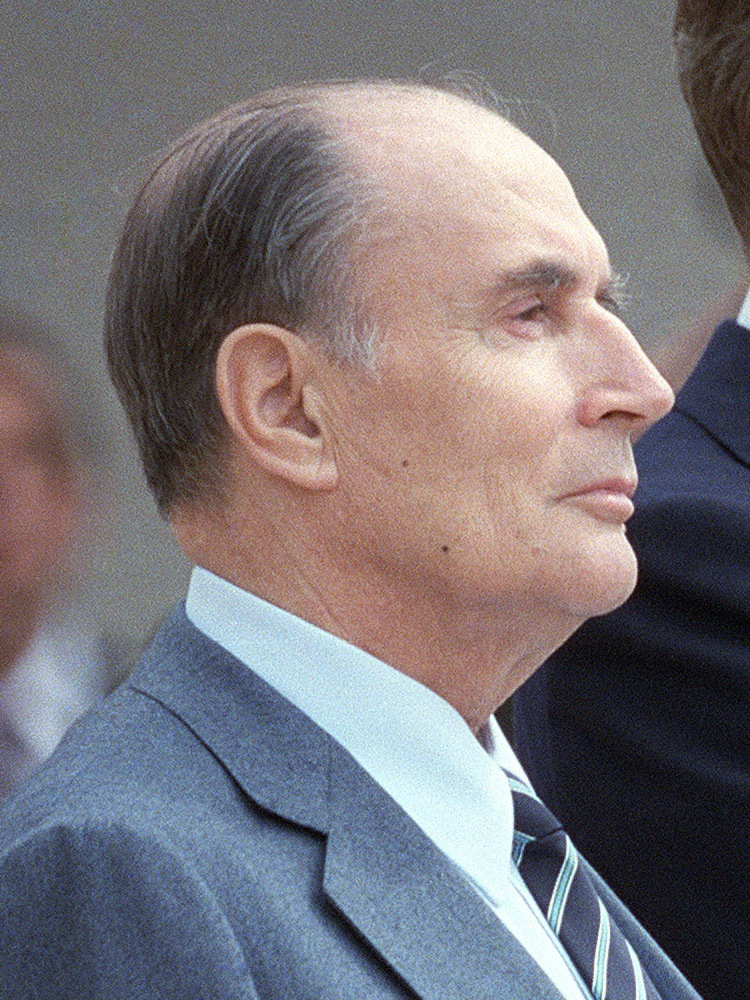
François Mitterrand († 8. ledna)

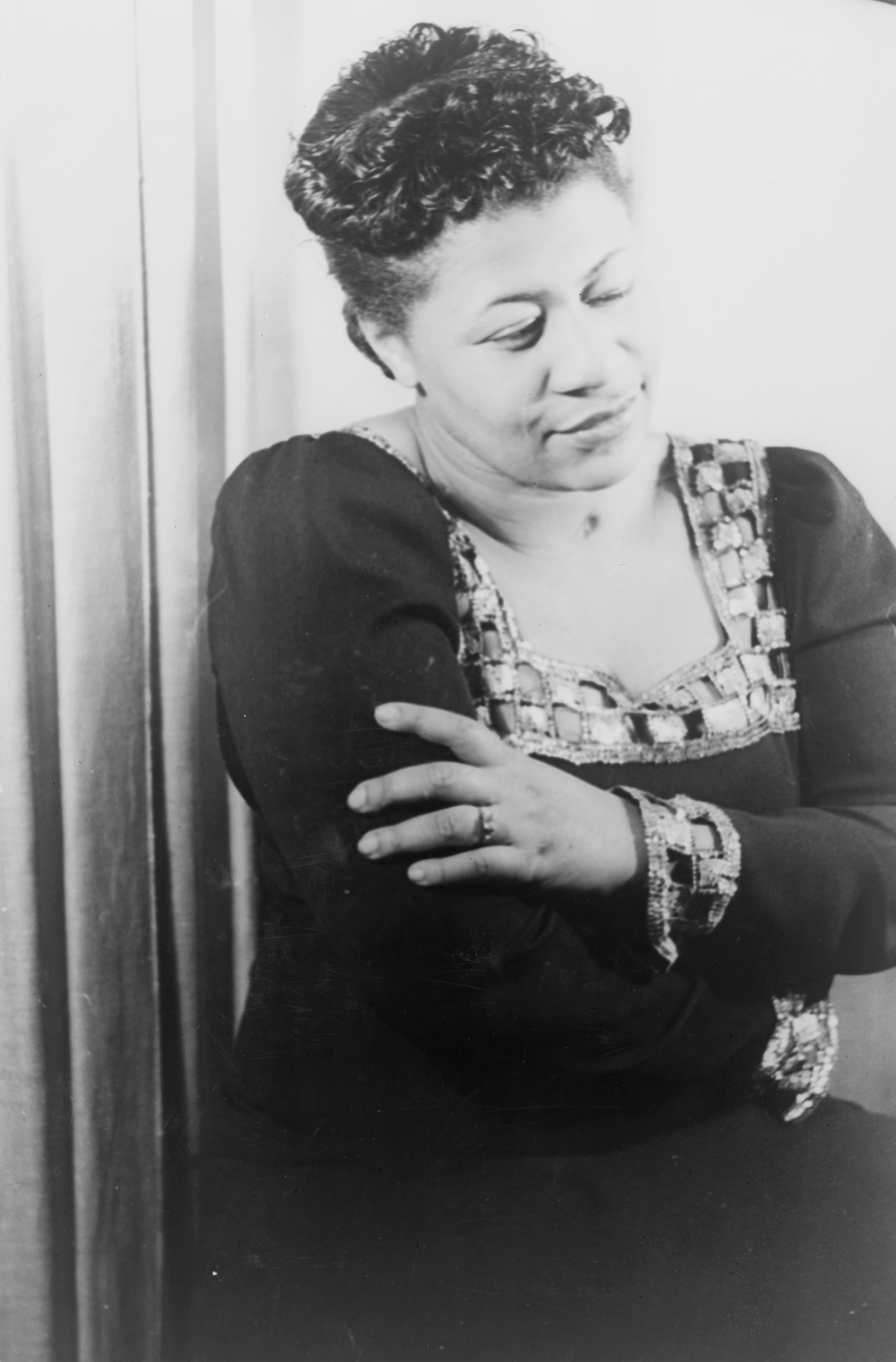
Ella Fitzgeraldová († 15. června)

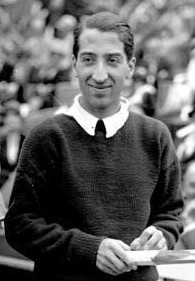
René Lacoste († 12. října)

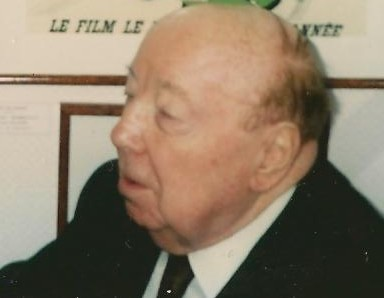
Marcel Carné († 31. října)

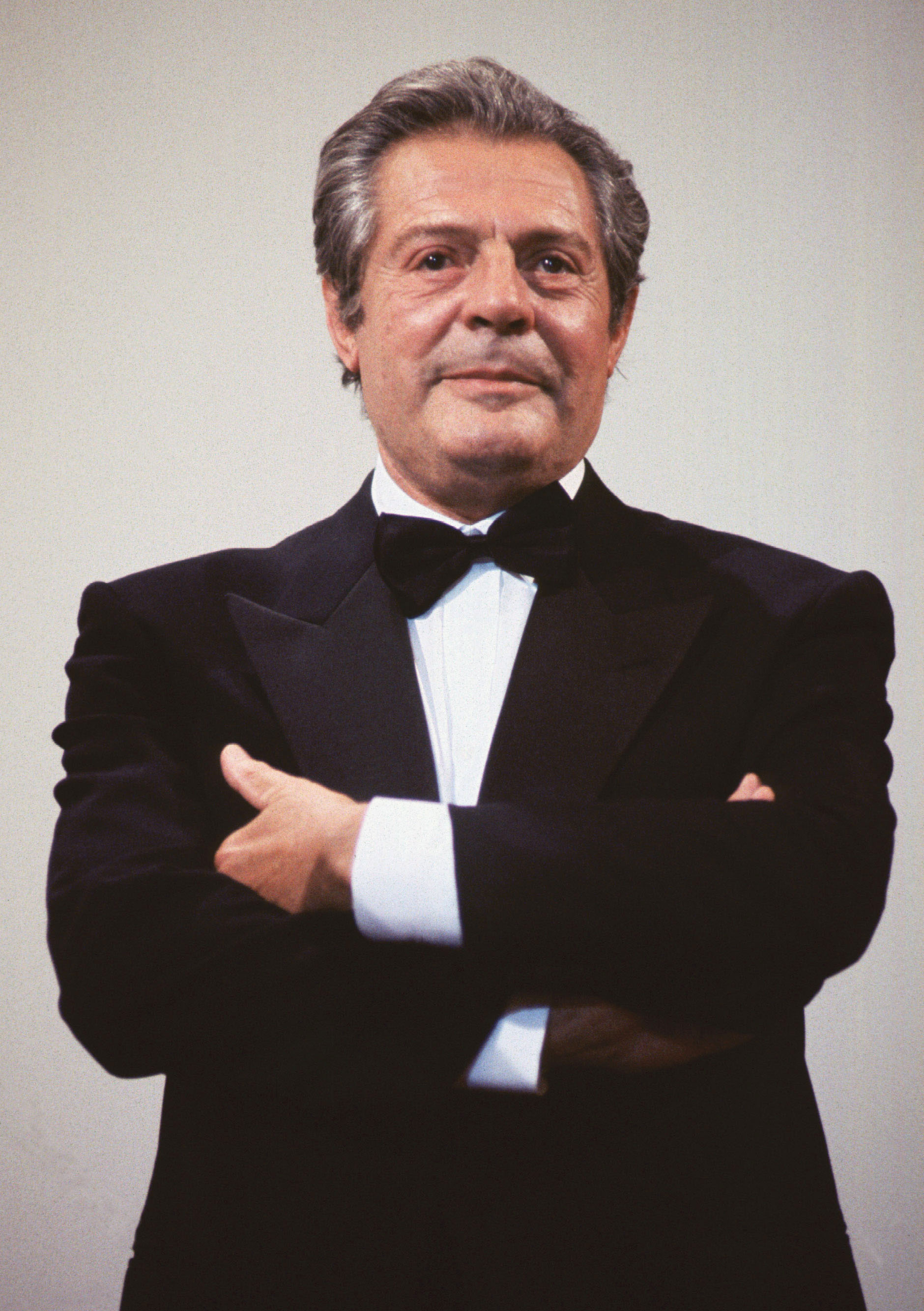
Marcello Mastroianni († 19. prosince)

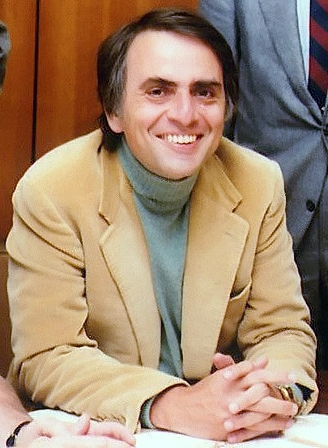
Carl Sagan († 20. prosince)

- 4. ledna – Alfredo Nobre da Costa, premiér Portugalska (* 10. září 1923)
- 8. ledna – François Mitterrand, prezident Francie (* 26. října 1916)
- 9. ledna – Walter M. Miller, americký autor science fiction (* 23. ledna 1923)
- 19. ledna – Anton Myrer, americký spisovatel (* 3. listopadu 1922)
- 20. ledna – Gerry Mulligan, americký jazzový hudebník a skladatel (* 6. dubna 1927)
- 22. ledna – Jisra'el Eldad, izraelský filozof (* 11. listopadu 1910)
- 26. ledna – Charles Jewtraw, americký rychlobruslař, zlato na ZOH 1924 (* 5. května 1900)
- 27. ledna – Stefan Dičev, bulharský novinář a spisovatel (* 9. února 1920)
- 28. ledna – Josif Brodskij, sovětský básník a disident, nositel Nobelovy ceny za literaturu za rok 1987 (* 24. května 1940)
- 29. ledna – Jamie Uys, jihoafrický filmový režisér a scenárista (* 30. května 1921)
- 2. února – Gene Kelly, americký zpěvák, herec a tanečník (* 23. srpna 1912)
- 7. února – Robert Rakouský-d'Este, rakouský arcivévoda (* 8. února 1915)
- 8. února – Mercer Ellington, americký trumpetista a skladatel (* 11. března 1919)
- 9. února – Adolf Galland, velitel německých stíhacích sil (* 19. března 1912)
- 13. února – Martin Balsam, americký herec (* 4. listopadu 1919)
- 15. února
  - McLean Stevenson, americký herec a scenárista (* 14. listopadu 1927)
  - Brunó Ferenc Straub, maďarský biochemik a prezident Maďarska (* 5. ledna 1914)
- 17. února – Hervé Bazin, francouzský spisovatel (* 7. dubna 1911)
- 20. února
  - Tóru Takemicu, japonský hudební skladatel (* 8. října 1930)
  - Solomon Asch, americký sociální psycholog (* 14. září 1907)
  - Viktor Konovalenko, sovětský hokejový brankář (* 11. března 1938)
- 26. února – Svetozár Stračina, slovenský hudební skladatel, klavírista (* 3. prosince 1940)
- 29. února – Šams Pahlaví, íránská princezna (* 28. října 1917)
- 3. března
  - Marguerite Duras, francouzská spisovatelka, dramatička a režisérka (* 4. dubna 1914)
  - Léo Malet, francouzský spisovatel (* 7. března 1909)
- 8. března – Jack Churchill, britský neortodoxní voják (* 16. září 1906)
- 12. března – Gyula Kállai, maďarský premiér (* 1. června 1910)
- 13. března
  - Krzysztof Kieślowski, polský filmový režisér a scenárista (* 27. června 1941)
  - Lucio Fulci, italský režisér, scenárista a herec (* 17. července 1927)
- 15. března
  - Wolfgang Koeppen, německý spisovatel (* 23. června 1906)
  - Robert Pearce, americký zápasník, zlato na OH 1932 (* 29. února 1908)
- 18. března – Odysseas Elytis, řecký básník, nositel Nobelovy ceny za literaturu 1979 (* 2. listopadu 1911)
- 22. března – Robert Overmyer, americký astronaut (* 14. července 1936)
- 28. března – Hans Blumenberg, německý filozof (* 13. července 1920)
- 6. dubna – Greer Garsonová, americká herečka (* 29. září 1904)
- 13. dubna – George Mackay Brown, skotský básník, prozaik a dramatik (* 17. října 1921)
- 16. dubna – Stavros Niarchos, řecký rejdař a miliardář (* 3. července 1909)
- 21. dubna – Džochar Dudajev, první prezident separatistické Čečenské republiky Ičkérie (* 15. února 1944)
- 22. dubna – Erma Bombecková, americká humoristka (* 21. února 1927)
- 23. dubna – Pamela Lyndon Travers, australská herečka (* 9. srpna 1899)
- 25. dubna – Saul Bass, americký grafik (* 8. května 1920)
- 27. dubna – Adam Roarke, americký herec (* 8. srpna 1937)
- 30. dubna – David Opatoshu, americký herec (* 30. ledna 1918)
- 2. května – Emil Habíbí, izraelský spisovatel a politik (* 28. ledna 1922)
- 5. května
  - Donald T. Campbell, americký psycholog (* 20. listopadu 1916)
  - Aj Čching, čínský básník (* 16. prosince 1910)
- 6. května – Léon-Joseph Suenens, arcibiskup mechelensko-bruselský a metropolita belgický (* 16. července 1904)
- 11. května – Ademir Marques de Menezes, brazilský fotbalista (* 8. listopadu 1922)
- 14. května – Adolf Rambold, německý inženýr, šiřitel čajových sáčků (* 5. října 1900)
- 17. května – Johnny Watson, americký kytarista a zpěvák (* 3. února 1935)
- 18. května – Jaroslav Abelovič, slovenský geodet (* 4. dubna 1932)
- 20. května – Jon Pertwee, britský herec a kabaretní umělec (* 7. července 1919)
- 23. května – Sim Iness, americký olympijský vítěz v hodu diskem (* 9. července 1930)
- 25. května – Barney Wilen, francouzský jazzový saxofonista (* 4. března 1937)
- 28. května – George Kojac, americký plavec, dvojnásobný olympijský vítěz (* 2. března 1910)
- 30. května – Léon-Étienne Duval, francouzsko-alžírský kardinál (* 9. listopadu 1903)
- 31. května – Timothy Leary, americký psycholog, spisovatel, filozof, popularizátor LSD (* 22. října 1920)
- 2. června – Leon Garfield, anglický spisovatel (* 14. července 1921)
- 6. června – George Davis Snell, americký genetik, Nobelova cena za fyziologii a medicínu 1980 (* 19. prosince 1903)
- 12. června – Gottfried von Einem, rakouský hudební skladatel (* 24. ledna 1918)
- 15. června – Ella Fitzgeraldová, americká jazzová zpěvačka (* 25. dubna 1917)
- 16. června – Richard Routley, novozélandský filozof, logik a ochránce životního prostředí (* 13. prosince 1935)
- 17. června – Thomas Samuel Kuhn, americký fyzik a filosof (* 18. července 1922)
- 20. června – Vladislav Müller, slovenský herec (* 19. března 1936)
- 23. června
  - Friedrich-Wilhelm Möller, německý designér nábytku a bytový architekt (* 14. dubna 1931)
  - Andreas Papandreu, premiér Řecka (* 5. února 1919)
- 26. června – Veronica Guerin, irská novinářka zavražděná drogovou mafií (* 5. července 1958)
- 14. července – Kathrine Kressmann Taylor, americká spisovatelka (* 19. srpna 1903)
- 17. července
  - Chas Chandler, anglický hudební producent a hudebník (* 18. prosince 1938)
  - Geoffrey Jellicoe, zahradní architekt a spisovatel (* 8. října 1900)
- 18. července – Kristián Ludvík Meklenburský, druhý syn posledního meklenburského vévody (* 29. září 1912)
- 28. července – Roger Tory Peterson, americký přírodovědec, ornitolog a ilustrátor (* 28. srpna 1908)
- 30. července – Claudette Colbertová, americká herečka (* 13. září 1903)
- 1. srpna
  - Mohamed Farrah Aidid, samozvaný somálský vůdce (* 15. prosince 1934)
  - Tadeus Reichstein, polský chemik, Nobelova cena za fyziologii a medicínu 1950 (* 20. června 1897)
  - Frida Boccara, francouzská zpěvačka (* 29. října 1940)
- 2. srpna
  - Obdulio Varela, uruguayský fotbalista (* 20. září 1917)
  - Michel Debré, premiér Francie (* 1. ledna 1912)
- 8. srpna
  - Nevill Mott, anglický fyzik, Nobelova cena za fyziku 1977 (* 30. září 1905)
  - Herbert Huncke, americký spisovatel a básník (* 9. ledna 1915)
- 9. srpna – Frank Whittle, anglický vynálezce proudového motoru (* 1. června 1907)
- 11. srpna
  - Baba Vanga, bulharská nevidomá věštkyně (* 31. ledna 1911)
  - Mel Taylor, americký rockový bubeník (* 24. září 1933)
- 13. srpna – David Tudor, americký klavírista a hudební skladatel (* 20. ledna 1926)
- 14. srpna – Sergiu Celibidache, rumunský dirigent a hudební skladatel (* 11. července 1912)
- 15. srpna – Max Thurian, švýcarský teolog (* 16. srpna 1921)
- 22. srpna – Rudolf Mock, slovenský geolog a paleontolog (* 28. prosince 1943)
- 26. srpna – Czesław Zgorzelski, polský filolog (* 17. března 1908)
- 30. srpna
  - Josef Müller-Brockmann, švýcarský grafický designér (* 9. května 1914)
  - Dunc Gray, australský cyklista, olympijský vítěz 1932 (* 17. července 1906)
- 5. září – Anselm Strauss, americký sociolog (* 18. prosince 1916)
- 7. září – Bibi Beschová, rakousko-americká herečka (* 1. února 1940)
- 8. září – Ernst T. Krebs, americký biochemik (* 17. května 1911)
- 9. září
  - Robert Nisbet, americký sociolog (* 30. září 1913)
  - Bill Monroe, americký hudebník (* 13. září 1911)
- 12. září – Ernesto Geisel, prezident Brazílie (* 3. srpna 1907)
- 13. září – Tupac Shakur, americký rapper a herec (* 16. června 1971)
- 17. září – Spiro Agnew, viceprezident USA (* 9. listopadu 1918)
- 19. září – Helmut Heißenbüttel, německý literární teoretik a spisovatel (* 21. června 1921)
- 20. září
  - Pál Erdős, maďarský matematik (* 26. března 1913)
  - Jozef Kostka, slovenský sochař (* 29. ledna 1912)
  - Max Manus, norský odbojář (* 9. prosince 1914)
- 26. září
  - Geoffrey Wilkinson, anglický chemik, Nobelova cena za chemii 1973 (* 14. července 1921)
  - Pavel Sudoplatov, sovětský generál a špion (* 20. července 1907)
- 27. září – Muhammad Nadžíbulláh, poslední prezident Afghánské demokratické republiky (* 6. srpna 1947)
- 29. září – Šúsaku Endó, japonský náboženský a humoristický spisovatel (* 27. března 1923)
- 2. října – Joonas Kokkonen, finský skladatel a klavírista (* 13. listopadu 1921)
- 4. října
  - Silvio Piola, italský fotbalista (* 29. září 1913)
  - Tim N. Gidal, německý novinářský fotograf (* 18. května 1909)
- 5. října – Seymour Cray, americký architekt superpočítačů (* 28. září 1925)
- 11. října
  - Lars Ahlfors, finský matematik (* 18. dubna 1907)
  - William Vickrey, kanadský ekonom, Nobelova cena 1996 (* 21. června 1914)
- 12. října – René Lacoste, francouzský tenista, sportovní funkcionář a obchodník (* 2. července 1904)
- 16. října – Eric Malpass, anglický spisovatel (* 14. listopadu 1910)
- 22. října – Šmarja Gutman, izraelský archeolog (* 15. ledna 1909)
- 24. října – Gladwyn Jebb, britský politik, generální tajemník OSN (* 25. dubna 1900)
- 25. října
  - Ennio de Giorgi, italský matematik (* 8. února 1928)
  - Vladimír Mináč, slovenský spisovatel a politik (* 10. srpna 1922)
- 28. října – Karol Jokl, slovenský fotbalista, československý reprezentant (* 29. srpna 1945)
- 29. října – Fritz Kruspersky, německý scénograf a malíř (* 28. prosince 1911)
- 31. října – Marcel Carné, francouzský filmový režisér (* 18. srpna 1906)
- 3. listopadu – Jean-Bédel Bokassa, druhý prezident a samozvaný císař-diktátor Středoafrické republiky (* 22. února 1921)
- 5. listopadu – Eddie Harris, americký jazzový saxofonista (* 20. října 1934)
- 7. listopadu – Carmell Jones, americký jazzový trumpetista (* 19. července 1936)
- 15. listopadu – Alger Hiss, americký diplomat, špion Sovětského svazu (* 11. listopadu 1904)
- 18. listopadu – Étienne Wolff, francouzský biolog (* 12. února 1904)
- 20. listopadu – Ján Albrecht, slovenský estetik, muzikolog, hudebník (* 7. ledna 1919)
- 21. listopadu – Abdus Salam, pákistánský jaderný fyzik, nositel Nobelovy ceny za fyziku (* 29. ledna 1926)
- 22. listopadu
  - Mark Lenard, americký herec (* 15. října 1924)
  - Garrett Birkhoff, americký matematik (* 19. ledna 1911)
- 24. listopadu
  - Sorley MacLean, skotský gaelský básník (* 26. října 1911)
  - Artur Axmann, německý nacista (* 18. února 1913)
- 29. listopadu – Dan Flavin, americký minimalistický sochař (* 1. dubna 1933)
- 3. prosince – Georges Duby, francouzský historik (* 7. října 1919)
- 8. prosince – Sergej Usačev, slovenský fyzik českého původu (* 15. prosince 1926)
- 9. prosince
  - Mary Leakey, britská archeoložka (* 6. února 1913)
  - Alain Poher, prezident Francie (* 17. dubna 1909)
- 10. prosince – Pavel Samojlin, ruský sportovní lezec (* 2. listopadu 1974)
- 11. prosince – Erich Zöllner, rakouský historik (* 25. června 1916)
- 12. prosince – Anton Moravčík, československý fotbalový reprezentant (* 3. června 1931)
- 16. prosince – Quentin Bell, britský spisovatel, malíř, historik umění (* 19. srpna 1910)
- 19. prosince – Marcello Mastroianni, italský herec (* 28. září 1924)
- 20. prosince – Carl Sagan, americký astronom (* 9. listopadu 1934)
- 25. prosince – Micha'el Bruno, izraelský ekonom a guvernér izraelské centrální banky (* 30. července 1932)
- ? – Thomas Nathaniel Davies, velšský malíř (* 1922)

## Hlavy států
V tomto seznamu jsou uvedeni pouze představitelé významnějších států.
- Brazílie – prezident Fernando Henrique Cardoso (1995–2003)
- Čínská lidová republika – prezident Ťiang Ce-min (1993–2003)
- Česko – prezident Václav Havel (1993–2003)
- Dánsko – královna Markéta II. (od 1972)
- Egypt – prezident Husní Mubárak (1981–2011)
- Francie – prezident Jacques Chirac (1995–2007)
- Indie – prezident Shankar Dayal Sharma (1992–1997)
- Itálie – prezident Oscar Luigi Scalfaro (1992–1999)
- Izrael – prezident Ezer Weizman (1993–2000)
- Japonsko – císař Akihito (1989–2019)
- Jihoafrická republika – prezident Nelson Mandela (1994–1999)
- Kanada – generální guvernér Roméo LeBlanc (1995–1999)
- Maďarsko – prezident Árpád Göncz (1990–2000)
- Mexiko – prezident Ernesto Zedillo (1994–2000)
- Německo – prezident Roman Herzog (1994–1999)
- Nizozemsko – královna Beatrix Nizozemská (1980–2013)
- Polsko – prezident Aleksander Kwaśniewski (1995–2005)
- Rakousko – prezident Thomas Klestil (1992–2004)
- Rusko – prezident Boris Jelcin (1990–1999)
- Slovensko – prezident Michal Kováč (1993–1998)
- Spojené království – královna Alžběta II. (1952–2022)
- Spojené státy americké – prezident Bill Clinton (1993–2001)
- Španělsko – král Juan Carlos I. (1975–2014)
- Turecko – prezident Süleyman Demirel (1993–2000)
- Ukrajina – prezident Leonid Kučma (1994–2005)
- Vatikán – papež a suverén Vatikánu Jan Pavel II. (1978–2005)